# Capital City 300 1965
Capital City 300 1965 var ett stockcarlopp ingående i Nascar Grand National Series (nuvarande Nascar Cup Series) som kördes 18 september 1965 på den 0,5 mile (805 meter) långa ovalbanan Atlantic Rural Fairgrounds i Richmond i Virginia. Totalt avverkades 150 miles (241,401 km) fördelat på 300 varv. Banunderlaget var dirt. Loppet vanns av David Pearson i en Dodge på tiden 2:27.35 körande för Cotton Owens. Pearsons snitthastighet var 60,983 mph. Han var vid målgång ensam förare på ledarvarvet, ett varv före tvåan Darel Dieringer
Prispotten uppgick till 12 995 dollar, varav 2 300 dollar gick till segraren.

## Resultat
| Plc     | Nr | Förare           | Team/ bilägare              | Konstruktör | Start | Varv | Ledda varv |
| ------- | -- | ---------------- | --------------------------- | ----------- | ----- | ---- | ---------- |
| 1       | 6  | David Pearson    | Cotton Owens                | Dodge       | 2     | 300  | 0          |
| 2       | 15 | Darel Dieringer  | Bud Moore Engineering       | Mercury     | 10    | 299  | 0          |
| 3       | 26 | Junior Johnson   | Junior Johnson              | Ford        | 7     | 298  | 0          |
| 4       | 19 | J.T. Putney      | Herman Beam                 | Chevrolet   | 19    | 298  | 0          |
| 5       | 89 | Neil Castles     | Buck Baker Racing           | Oldsmobile  | 26    | 278  | 0          |
| 6       | 88 | Bert Robbins     | Emory Gilliam               | Ford        | 13    | 276  | 0          |
| 7       | 34 | Wendell Scott    | Scott Racing                | Ford        | 23    | 274  | 0          |
| 8       | 52 | E.J. Trivette    | Jess Potter                 | Chevrolet   | 31    | 263  | 0          |
| 9       | 57 | Lionel Johnson   | Clay Esteridge              | Ford        | 36    | 252  | 0          |
| 10      | 68 | Bob Derrington   | Bob Derrington              | Ford        | 35    | 250  | 0          |
| 11      | 20 | Clyde Lynn       | Negre racing                | Ford        | 20    | 248  | 0          |
| 12      | 64 | Elmo Langley     | Langley-Woodfield Racing    | Ford        | 14    | 246  | 0          |
| 13      | 99 | Gene Hobby       | Gene Hobby                  | Dodge       | 37    | 238  | 0          |
| 14      | 97 | Henley Gray      | Gene Cline                  | Ford        | 33    | 237  | 0          |
| 15      | 1  | Paul Lewis       | Paul Lewis                  | Ford        | 25    | 221  | 0          |
| 16      | 86 | Buddy Baker      | Buck Baker Racing           | Dodge       | 6     | 220  | 0          |
| 17      | 53 | Jimmy Helms      | David Warren                | Ford        | 22    | 219  | 0          |
| 18      | 02 | Doug Cooper      | Bob Cooper                  | Chevrolet   | 21    | 210  | 0          |
| 19      | 11 | Ned Jarrett      | Bondy Long                  | Ford        | 3     | 208  | 0          |
| 20      | 41 | Jim Paschal      | Tom Friedkin                | Chevrolet   | 8     | 193  | 0          |
| 21      | 46 | Roy Mayne        | Tom Hunter                  | Chevrolet   | 12    | 187  | 0          |
| 22      | 62 | Buddy Arrington  | Arrington Racing            | Dodge       | 24    | 179  | 0          |
| 23      | 49 | G.C. Spencer     | GC Spencer Racing           | Ford        | 11    | 178  | 0          |
| 24      | 87 | Buck Baker       | Buck Baker Racing           | Chevrolet   | 15    | 170  | 0          |
| 25      | 29 | Dick Hutcherson  | Holman Moody                | Ford        | 1     | 162  | 0          |
| 26      | 75 | Gene Black       | C.L. Crawford               | Ford        | 34    | 154  | 0          |
| 27      | 66 | Red Foote        | Larry Manning               | Chevrolet   | 28    | 149  | 0          |
| 28      | 90 | Sonny Hutchins   | Donlavey Racing             | Ford        | 16    | 139  | 0          |
| 29      | 18 | Stick Elliott    | Toy Bolton                  | Chevrolet   | 27    | 118  | 0          |
| 30      | 9  | Roy Tyner        | Roy Tyner                   | Chevrolet   | 30    | 107  | 0          |
| 31      | 80 | Worth McMillion  | Allen McMillion             | Pontiac     | 32    | 103  | 0          |
| 32      | 38 | Wayne Smith      | Archie Smith                | Chevrolet   | 29    | 88   | 0          |
| 33      | 55 | Tiny Lund        | Lyle Stelter                | Ford        | 9     | 85   | 0          |
| 34      | 43 | LeeRoy Yarbrough | Petty Enterprises           | Plymouth    | 8     | 81   | 0          |
| 35      | 59 | Tom Pistone      | Glen Sweet                  | Ford        | 5     | 80   | 0          |
| 36      | 2  | Curtis Turner    | Junior Johnson & Associates | Ford        | 4     | 66   | 0          |
| 37      | 96 | Cale Yarborough  | Kenny Myler                 | Ford        | 17    | 28   | 0          |
| Källor: |    |                  |                             |             |       |      |            |